# Arquidiócesis de Praga
La arquidiócesis de Praga (en latín: Archidioecesis Pragensis y en checo: Arcidiecéze pražská) es una circunscripción eclesiástica de la Iglesia católica en la República Checa. Se trata de una arquidiócesis latina, sede metropolitana de la provincia eclesiástica de Praga. Desde el 13 de mayo de 2022 su arzobispo y primado de Chequia es Jan Graubner.

## Territorio y organización

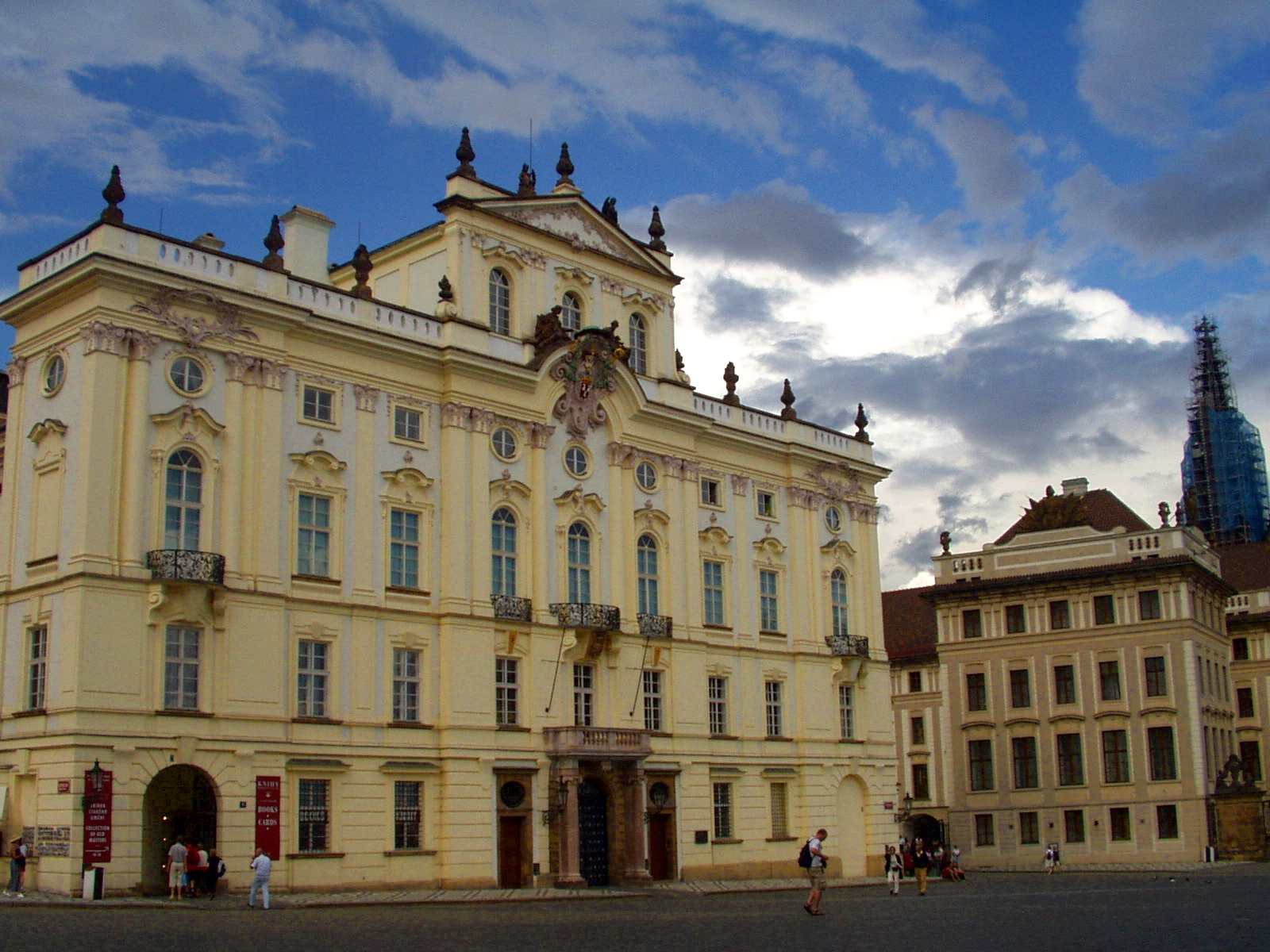
Palacio episcopal en Praga

La arquidiócesis tiene 8765 km² y extiende su jurisdicción sobre los fieles católicos de rito latino residentes en la región de Praga y en parte de la región de Bohemia Central.
La sede de la arquidiócesis se encuentra en la ciudad de Praga, en donde se halla la Catedral de San Vito.
En 2019 en la arquidiócesis existían 148 parroquias.
La arquidiócesis tiene como sufragáneas a las diócesis de: České Budějovice, Hradec Králové, Litoměřice y Pilsen.

## Historia
La diócesis de Praga fue erigida en 973, a partir de territorio de la diócesis de Ratisbona. Inicialmente, el territorio comprendía Bohemia, Silesia con Cracovia, Lusacia, Moravia, Hungría occidental hasta los ríos Váh y Danubio y la Baja Austria hasta los ríos Dyje y Kamp.
Diětmar, un monje benedictino de Magdeburgo que tenía un gran conocimiento de la lengua eslava, fue el primer obispo de Praga en 973.
En el 1063 cedió la región de Moravia para que se erigiera la diócesis de Olomouc.
A partir del reinado de Otakar I (1198-1230), el cabildo catedralicio tenía el privilegio de la elección del obispo, mientras que el rey de Bohemia tenía el derecho de conferir la investidura. En el primer cuarto del siglo XIII hubo serias disputas entre el obispo Ondřej y el rey de Bohemia, que quería revocar los privilegios del clero, tras lo cual el obispo lanzó el entredicho sobre el reino. Se llegó a un concordato en 1220. Durante el resto del siglo hubo un crecimiento de las órdenes religiosas en Praga y en Bohemia, pero hacia finales del siglo siguieron diversas sectas heresiarcas que propagaban la comunidad de esposas y bienes.
A inicios del siglo XIV una disputa opuso el obispo con Jan z Dražic las órdenes mendicantes, a las cuales se les prohibió predicar en las iglesias parroquiales y escuchar las confesiones. Los obispos establecieron el tribunal de la Inquisición, pero después del primer proceso que acabó con la entrega a la autoridad secular de catorce herejes que fueron condenados a la hoguera, se cerraron los tribunales y se liberaron a los detenidos.
El 30 de abril de 1344 la diócesis cedió una porción de su territorio para que se erigiera la diócesis de Litomyšl mediante la bula Ex supernae providentia maiestatis del papa Clemente VI. El 25 de agosto de 1344, mediante la bula Attendentes Pragensem ecclesiam del mismo papa la diócesis de Praga fue elevada al rango de arquidiócesis metropolitana, con las sedes de Olomouc y Litomyšl como sufragáneas. El arzobispo tenía el derecho de conferir la unción y la coronación al rey de Bohemia, disfrutando de las prerrogativas de un primado.
En 1348 Carlos IV fundó la universidad, de la cual el obispo era el Canciller (Protector studiorum et Cancellarius).
La expansión de los husitas coincidió con una crisis en la arquidiócesis, que quedó vacante durante más de un siglo, entre 1421 y 1561. Aunque la diócesis de Litomyšl también experimentó un período de decadencia, tuvo su último obispo en 1474 y fue dirigida por administradores hasta la segunda mitad del siglo XVI, luego fue suprimida y parte de su territorio volvió a la arquidiócesis de Praga.
En 1556 los jesuitas establecieron en Praga un prestigioso colegio y después de 5 años desde su llegada, Praga recibió un arzobispo.
No obstante eso, las relaciones con las autoridades políticas, proclives al protestantismo, eran tensas. En 1618 el arzobispo ordenó la clausura de dos iglesias protestantes y cuando el rey sancionó la decisión, los disturbios estallaron en la tercera defenestración de Praga, que daría inicio a la guerra de los Treinta Años.
En 1627 Fernando II de Habsburgo concedió amplios privilegios a la Iglesia, además del título de primado al arzobispo de Praga.
El 3 de julio de 1655 la arquidiócesis cedió una parte de su territorio para la erección de la diócesis de Litoměřice mediante la bula Primitiva illa Ecclesia del papa Alejandro VII.
El 10 de noviembre de 1664 cedió otra parte de su territorio para la erección de la diócesis de Hradec Králové mediante la bula Super universas del papa Alejandro VII.
Durante la segunda mitad del siglo XVII el Colegio de los Jesuitas fue fusionado con la Universidad Carolina.
En 1712 las iglesias de la ciudad permanecieron cerradas durante dos años debido a la peste, pero el 1729 se realizaron celebraciones espléndidas para la canonización de Juan Nepomuceno.
A partir de los años 70 del siglo XVIII, la reina María Teresa inició una política restrictiva hacia los privilegios eclesiásticos, que llegó a prohibir realizar estudios teológicos en Roma, subordinar la aceptación de las dignidades eclesiásticas de la Santa Sede a la aprobación imperial, e inclusive se limitó el número de velas en las celebraciones.
En 1784 la arquidiócesis cedió los distritos de Bidschow, Chrudim y Čáslav a la diócesis de Hradec Králové.
El 20 de septiembre de 1785 la arquidiócesis de Praga cedió una parte de su territorio para la erección de la diócesis de České Budějovice mediante la bula Catholicae ecclesiae del papa Pío VI.
La política eclesiástica de María Teresa encontró su evolución en el josefismo, que impuso la clausura de muchos monasterios y su desamortización. Un resultado positivo fue que los fondos embargados se utilizaron parcialmente para la construcción de nuevas parroquias. Incluso la erección de la diócesis de České Budějovice fue financiada de este modo.
El 26 de noviembre de 1965, con la carta apostólica Praga urbs, el papa Pablo VI proclamó a Adalberto de Praga como patrono principal de la arquidiócesis.
En 1972 cedió a la arquidiócesis de Breslavia la porción de su territorio que después de la Segunda Guerra Mundial, debido a la variación de las fronteras estatales, quedó en Polonia.
El 31 de mayo de 1993 la arquidiócesis cedió otra parte de su territorio para la erección de la diócesis de Pilsen mediante la bula Pro supremi del papa Juan Pablo II. Al mismo tiempo se revisaron sus fronteras con las diócesis vecinas de Litoměřice, České Budějovice y Hradec Králové mediante el decreto Maiori animarum de la Congregación para los Obispos.

## Estadísticas
De acuerdo al Anuario Pontificio 2020 la arquidiócesis tenía a fines de 2019 un total de 559 800 fieles bautizados.
| Año                                                                             | Población            | Población | Población      | Sacerdotes | Sacerdotes    | Sacerdotes    | Bautizados por sacerdote | Diáconos permanentes | Religiosos | Religiosos | Parroquias |
| Año                                                                             | Bautizados católicos | Total     | % de católicos | Total      | Clero secular | Clero regular | Bautizados por sacerdote | Diáconos permanentes | Varones    | Mujeres    | Parroquias |
| ------------------------------------------------------------------------------- | -------------------- | --------- | -------------- | ---------- | ------------- | ------------- | ------------------------ | -------------------- | ---------- | ---------- | ---------- |
| 1949                                                                            | 2 052 154            | 2 943 868 | 69.7           | 921        | 607           | 314           | 2228                     |                      | 348        | 1710       | 604        |
| 1970                                                                            | 1 600 000            | 2 620 000 | 61.1           | 59         |               | 59            | 27 118                   |                      | 59         | 486        | 835        |
| 1980                                                                            | 1 365 000            | 2 740 000 | 49.8           | 426        | 329           | 97            | 3204                     |                      | 97         | 381        | 579        |
| 1990                                                                            | 1 190 000            | 2 810 000 | 42.3           | 327        | 261           | 66            | 3639                     |                      | 66         | 169        | 579        |
| 1999                                                                            | 604 000              | 2 144 000 | 28.2           | 293        | 160           | 133           | 2061                     | 14                   | 228        | 366        | 380        |
| 2000                                                                            | 600 000              | 2 140 000 | 28.0           | 345        | 193           | 152           | 1739                     | 17                   | 238        | 311        | 379        |
| 2001                                                                            | 604 500              | 2 140 000 | 28.2           | 338        | 183           | 155           | 1788                     | 17                   | 228        | 292        | 376        |
| 2002                                                                            | 604 500              | 2 144 000 | 28.2           | 339        | 191           | 148           | 1783                     | 18                   | 224        | 328        | 378        |
| 2003                                                                            | 485 614              | 2 062 189 | 23.5           | 377        | 216           | 161           | 1288                     | 20                   | 227        | 284        | 378        |
| 2004                                                                            | 488 000              | 2 069 585 | 23.6           | 376        | 201           | 175           | 1297                     | 21                   | 245        | 328        | 378        |
| 2013                                                                            | 373 800              | 2 066 000 | 18.1           | 328        | 180           | 148           | 1139                     | 31                   | 200        | 335        | 140        |
| 2016                                                                            | 558 800              | 2 319 000 | 24.1           | 334        | 180           | 154           | 1673                     | 37                   | 220        | 320        | 145        |
| 2019                                                                            | 559 800              | 2 322 700 | 24.1           | 305        | 167           | 138           | 1835                     | 36                   | 203        | 283        | 148        |
| Fuente: Catholic-Hierarchy, que a su vez toma los datos del Anuario Pontificio. |                      |           |                |            |               |               |                          |                      |            |            |            |

## Episcopologio

### Obispos
- Dětmar (Thietmar), O.S.B. † (23 de marzo de 973-2 de enero de 982 falleció)
- San Adalberto † (19 de febrero de 982-23 de abril de 997 falleció)
- Thiddag, O.S.B. † (7 de julio de 998 consagrado-10 de junio de 1017 falleció)
- Ekkard, O.S.B. † (8 de octubre de 1017 consagrado-8 de agosto de 1023 falleció)
- Hyza † (29 de diciembre de 1023 consagrado-31 de enero de 1030 falleció)
- Šebíř (Severus) † (29 de junio de 1031 consagrado-9 de diciembre de 1067 falleció)
- Gebhart † (6 de julio de 1068 consagrado-26 de junio de 1089 falleció)
- Kosmas † (12 de marzo de 1094 consagrado-10 de diciembre de 1098 falleció)
- Heřman † (8 de abril de 1100 consagrado-17 de septiembre de 1122 falleció)
- Menhart (Meinhard) † (1122-2 de julio de 1134 falleció)
- Jan † (19 de abril de 1135 consagrado-8 de agosto de 1139 falleció)
  - Silvestro, O.S.B. † (?-17 de febrero de 1140 renunció) (obispo electo)
- Ota (Otta, Otto) † (25 de junio de 1140-10 de julio de 1148 falleció)
- Daniel † (31 de diciembre de 1148-9 de agosto de 1167 falleció)
  - Gotpold, O.Praem. † (1168-10 de marzo de 1168 falleció) (obispo electo)
- Bedřich (Friedrich) † (1169-31 de enero de 1179 falleció)
- Veliš (Valentin), O.Praem. † (1179-6 de febrero de 1182 falleció)
- Jindřich Břetislav † (23 de mayo? de 1182-15 de junio de 1197 falleció)
- Daniel (Milík z Talmberka) † (1 de noviembre de 1197-28 de marzo o 4 de abril de 1214 falleció)
- Ondřej † (22 de noviembre de 1215-30 de julio de 1224 falleció)
  - Pelhřim z Vartenberka (Peregrin) † (1 de octubre de 1224-junio de 1225 renunció) (obispo electo)
- Budilov (Budivoj, Budislav) † (26 de junio de 1225-10 de julio de 1226 falleció)
- Jan † (30 de abril de 1227-16 de agosto de 1236 falleció)
- Bernhard Kaplíř ze Sulevic (Buchard) † (10 de septiembre de 1236-12 de septiembre de 1240 falleció)
- Mikuláš z Rýzmburka (Nicolaus) † (29 de mayo de 1241-17 de enero de 1258 falleció)
- Jan z Dražic † (12 de mayo de 1258-21 de octubre de 1278 falleció)
- Tobiáš z Bechyně † (19 de febrero de 1279-1 de marzo de 1296 falleció)
- Rehoř Zajíc z Valdeka † (12 de junio de 1296-6 de septiembre de 1301 falleció)
- Juan de Dražice (Jan z Dražic) † (1301-5 de enero de 1343 falleció)
- Ernesto de Pardubic (Arnošt z Pardubic) † (3 de marzo de 1343-29 de abril de 1344)

### Arzobispos

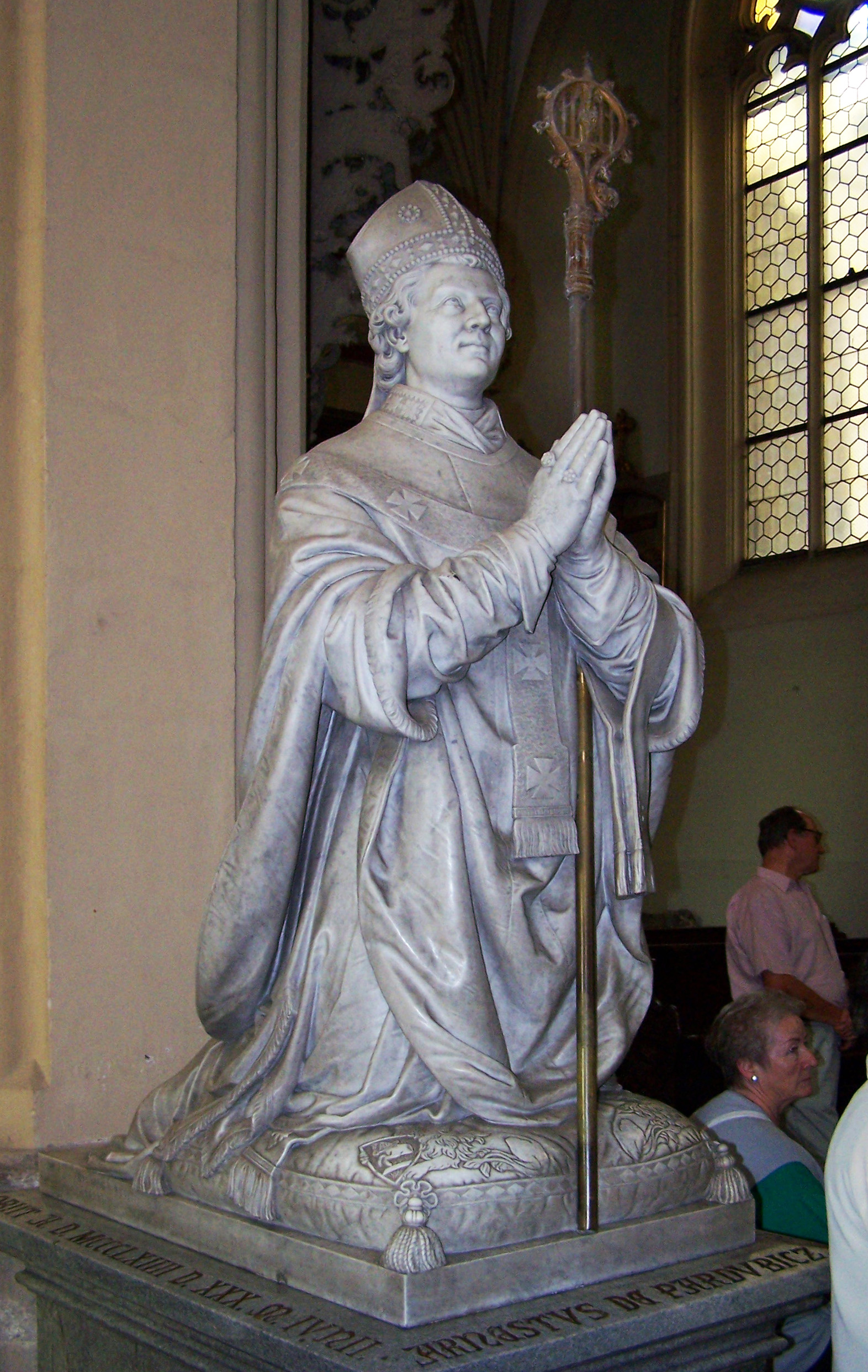
Ernesto de Pardubic, primer arzobispo de Praga

- Ernesto de Pardubic (Arnošt z Pardubic) † (30 de abril de 1344-30 de junio de 1364 falleció)
- Jan Očko z Vlašimi † (23 de agosto de 1364-6 de marzo de 1379 renunció)
- Jan z Jenštejna † (19 de marzo de 1379-1396 renunció)
- Olbram ze Škvorce (Volfram) † (31 de enero de 1396-11 de mayo de 1402 falleció)
  - Mikuláš Puchník z Černic † (26 de julio de 1402-19 de septiembre de 1402 falleció) (obispo electo)
- Zbyněk Zajíc z Haznburka † (29 de noviembre de 1402-28 de septiembre de 1411 falleció)
- Zikmund Albík z Uničova † (5 de enero de 1412-diciembre de 1412 renunció)
- Konrád z Vechty † (10 de febrero de 1413-1421 depuesto)
  - Jan Železný † (13 de agosto de 1421-9 de octubre de 1430 falleció) (administrador apostólico)
  - Kuneš ze Zvole † (24 de enero de 1431-4 de agosto de 1434 falleció) (administrador apostólico)
  - Sede vacante (1434-1561)
- Antonín Brus z Mohelnice † (5 de septiembre de 1561-28 de agosto de 1580 falleció)
- Martin Medek z Mohelnice, O.Cruc. † (28 de abril de 1581-2 de febrero de 1590 falleció)
- Zbyněk Berka z Dubé a Lipé † (21 de junio de 1593-6 de marzo de 1606 falleció)
- Karl von Lamberg (Karel z Lamberka) † (14 de mayo de 1607-18 de septiembre de 1612 falleció)
- Jan Lohelius † (18 de septiembre de 1612 por sucesión-2 de noviembre de 1622 falleció)
- Ernst Adalbert von Harrach zu Rohrau (Arnošt Vojtěch z Harrachu a Rohravy) † (9 de enero de 1623-25 de octubre de 1667 falleció)
  - Jan Vilém z Kolowrat † (6 de diciembre de 1667-31 de mayo de 1668 falleció) (obispo electo)
- Matouš Ferdinand Sobek z Bílenberka, O.S.B. † (11 de marzo de 1669-29 de abril de 1675 falleció)
- Johann Friedrich von Waldstein † (2 de diciembre de 1675-3 de junio de 1694 falleció)
- Johann Joseph von Breuner † (4 de julio de 1695-20 de marzo de 1710 falleció)
- Franz Ferdinand von Kuenburg † (11 de mayo de 1711-7 de agosto de 1731 falleció)
- Daniel Joseph Mayer † (7 de mayo de 1732-10 de abril de 1733 falleció)
- Johann Moritz Gustav von Manderscheid-Blankenheim † (18 de diciembre de 1733-26 de octubre de 1763 falleció)
- Antonín Petr Příchovský z Příchovic † (26 de octubre de 1763 por sucesión-14 de abril de 1793 falleció)
- Wilhelm Florentin von Salm-Salm † (23 de septiembre de 1793-14 de septiembre de 1810 falleció)
- Václav Leopold Chlumčanský † (13 de mayo de 1815-14 de junio de 1830 falleció)
- Alois Josef Krakowský z Kolowrat † (28 de febrero de 1831-28 de marzo de 1833 falleció)
- Ondřej Alois Ankwicz † (30 de septiembre de 1833-26 de marzo de 1838 falleció)
- Alois Josef Schrenk † (20 de junio de 1838-5 de marzo de 1849 falleció)
- Friedrich Johann Joseph Cölestin von Schwarzenberg † (13 de diciembre de 1849- 27 de marzo de 1885 falleció)
- Franziskus von Paula Schönborn † (27 de julio de 1885-25 de junio de 1899 falleció)
- Lev Skrbenský Hříště † (14 de diciembre de 1899-5 de mayo de 1916 nombrado arzobispo de Olomouc)
- Pavel Huyn † (4 de octubre de 1916-6 de septiembre de 1919 renunció[10])
- František Kordač † (16 de septiembre de 1919-17 de julio de 1931 retirado[11])
- Karel Boromejský Kašpar † (22 de octubre de 1931-21 de abril de 1941 falleció)
- Josef Beran † (4 de noviembre de 1946-17 de mayo de 1969 falleció)
  - Sede vacante (1969-1977)
- František Tomášek † (30 de diciembre de 1977-27 de marzo de 1991 retirado[12])
- Miloslav Vlk (27 de marzo de 1991-13 de febrero de 2010 retirado)
- Dominik Duka, O.P. (13 de febrero de 2010-13 de mayo de 2022 retirado)
- Jan Graubner, desde el 13 de mayo de 2022